# Magdalene Odundo
Magdalene Anyango Namakhiya Odundo conocida como Magdalene Odundo (Nairobi, 5 de mayo de 1950) es una artista keniana, ceramista y académica nacionalizada británica. En su obra utiliza con frecuencia sus conocimientos sobre diseño gráfico. En 2018 fue elegida rectora de la Universidad de Artes Creativas en Farnham (Inglaterra). Nacida en Kenia, formada en Inglaterra incorporando la tradición alfarera Gwari de Nigeria, sumado a la influencia de la cerámica negra de María Martínez de Nuevo México defiende la universalidad del arte. Rechaza ser definida como una "artista africana" y reivindica ser "una artista de África". Fue profesora de la University for the Creative Arts de 1997 a 2014 y actualmente es profesora emérita.

## Biografía
Magdalene Odundo nació y creció en Nairobi, Kenia el 5 de mayo de 1950 formando parte del pueblo Abanyala subgrupo del pueblo Abaluya también conocido por Luhya. Estudió primero en Nairobi y posteriormente en Nueva Delhy en la India donde su padre trabajaba como periodista en los años 50. Su pasión por el jazz la llevó a interesarse desde muy joven por el arte. Tras graduarse en 1968 trabajó durante tres años como diseñadora gráfica mientras asistía a clases nocturnas en la universidad nacional politécnica de Nairobi, la Kabete National Polytechnic (1968-1971) donde estudió arte comercial. En 1971 se trasladó a Cambridge para seguir formándose en diseño gráfico que fue inicialmente su foco de interés profesional. En 1971-1972 estudió en el Cambridge College of Art:Foundation Arts y el curso siguiente, 1972-1973 en  Cambridge College of Art and Design: B.Tech Commercial Art & Layout Design.  En Inglaterra tomó contacto con la cerámica. Empezó sus estudios en Farnham, en la West Surrey College of Art and Desing, actual. University for the Creative Arts, en el condado de Surrey, y fue en 1973 al incorporarse al Cambridge College of Art and Technology actualmente Universidad Anglia Ruskin, cuando empezó a especializarse en cerámica.(1973-1976) donde estudió cerámica en 3DD, grabado y fotografía
Durante su primer años de formación Odundo visitó el estudio del ceramista formado en Japón Bernard Leach en St. Ives, Carnwall. Leach, considerado el "padre de la cerámica de estudio británica". El trabajo de Leach basado en la simplicidad y la pureza de las formas tuvo una importante influencia sobre la artista keniana. Uno de los alumnos de Leach, Michael Cardew había establecido en los años 50 un Centro de Capacitación en Cerámica en Abuya (Nigeria) que Odundo visitó durante el verano de 1974 donde aprendió técnicas tradicionales de alfarería construida a mano de la tradición Gwari que adaptó a su propio estilo.
Tras dejar Nigeria regresó a Inglaterra para continuar sus clases en West Surrey y empezó a crear grandes ollas que combinaba la estética y proceso europeos, asiáticos y nigerianos siendo el inicio de su obra personal.
En 1976, Odundo se licenció en el West Surrey College of Art & Design (ahora University for the Creative Arts ) y ese verano viajó a Estados Unidos, a California y Nuevo México donde conoció la cerámica de María Martínez de San Ildefonso Pueblo, Nuevo México, para observar la fabricación de vasijas bruñidas en negro que marcarían especialmente su estilo. Luego obtuvo una maestría en el Royal College of Art de Londres. Enseñó en el Commonwealth Institute de Londres de 1976 a 1979, tiempo en el que encontró nueva inspiración en la danza y en el movimiento que trasladó a su obra y que mostró en 1977 en una exposición de la London's Africa Centre. Un año después participó en el Commonwealt Arts Festival en Calgary, Canadá donde su trabajo fue muy bien recibido. Decidió entonces continuar sus estudios. De 1979 a 1982 estudió en el Royal College of Art de Londres donde desarrolló su voy y personalidad como ceramista. Su graduación fue el inicio de su prestigiosa carrera internacional que se consolida en la década de los 80.
En 1985 realizó su primera exposición en África en la African Heritage Gallery en el marco de la Década de la Conferencia de las Mujeres en 1985.
Odundo combina su profesión de ceramista con la enseñanza.
En 1997 regresa para dar clases en el Surrey Institute of Art & Design (ahora University for the Creative Arts) en 1997, siendo reconocida como profesora de Cerámica en 2001.  En marzo de 2016 fue nombrada profesora émérita de la Universidad de Artes Creativas, con un evento de celebración realizado en el campus de Farnham en el contexto de su importante trabajo en vidrio, Transición II . Vive y trabaja en Surrey.

## Obra

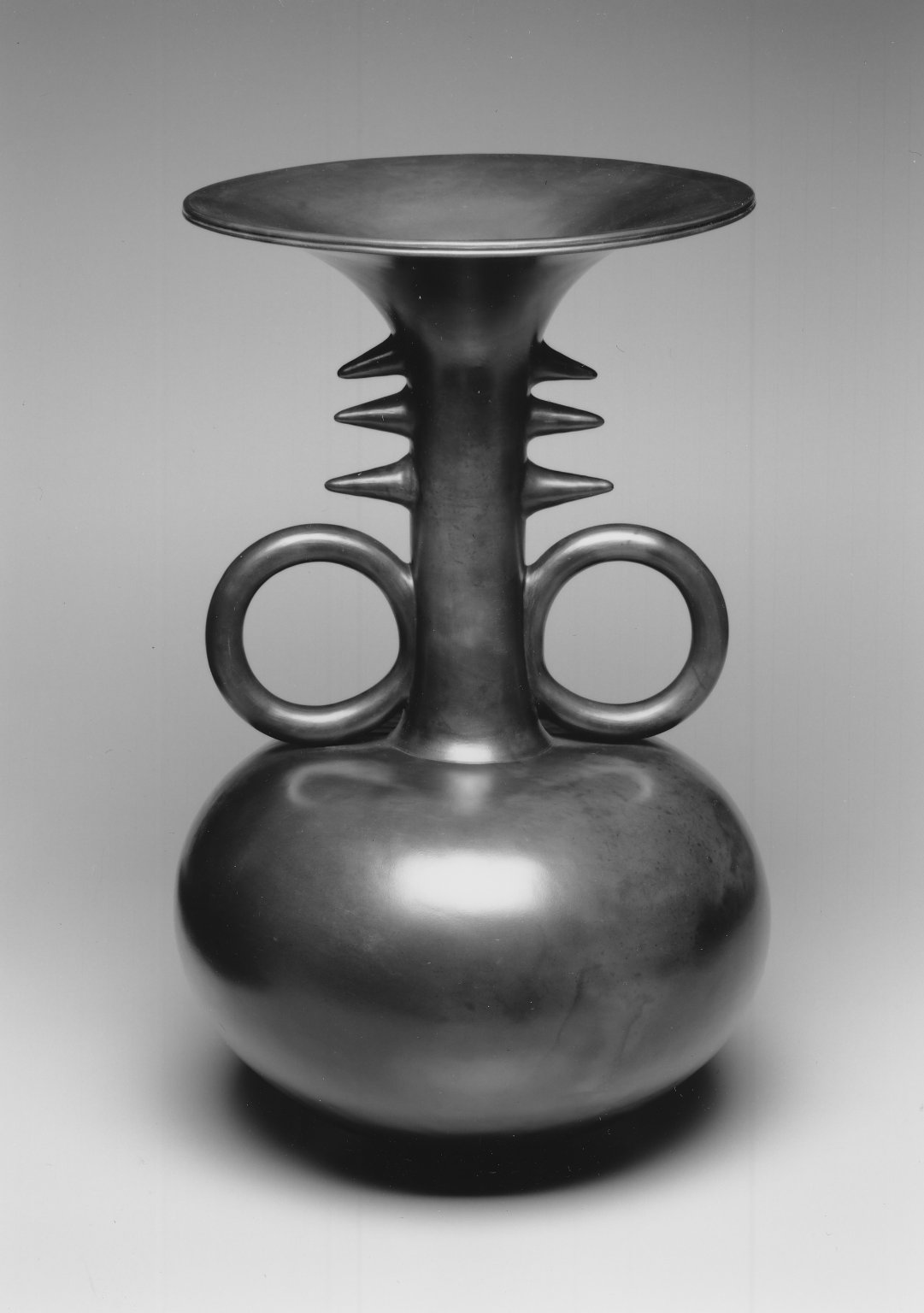
Florero, 1990, Museo de Brooklyn

Las cerámicas más conocidas de Odundo están construidas a mano, utilizando una técnica de enrollado. Cada pieza se pule, se cubre con engobe y luego se vuelve a pulir. Las piezas se cuecen en una atmósfera oxidante, lo que las torna de un color rojo anaranjado. Una segunda cocción en una atmósfera pobre en oxígeno (reductora) hace que la arcilla se vuelva negra; esto se conoce como disparo de reducción. Utiliza los mismos tipos de técnicas que fueron utilizadas por los antiguos griegos y romanos inspirándose en países como China y México. Sigue utilizando el diseño gráfico preparando esbozos que le ayudan a sus creaciones de cerámica. Muchos de los vasos que crea Odundo recuerdan la forma humana, a menudo siguiendo las curvas de la columna vertebral, el estómago o el cabello. La forma de expresión de sus vasos es un símbolo del cuerpo femenino; una de sus piezas más famosas es una vasija negra y ocre de base curva y cuello alargado que recuerda la forma de una mujer embarazada. 
«Las mujeres siempre forman parte de su obra, inspirándose en los cánones de belleza casi siempre establecidos por los hombres, desde los cuellos largos de los Zulúes, caderas estrechas europeas y modas contemporáneas, buscando y encontrando un lenguaje artístico propio, personal. Su cerámica esta arraigada a Africa, en cocciones de humo, básicas, primitivismo, pero impregnadas de un modernismo absoluto» señala el espacio "Cerámica Unica" sobre su obra.
Su trabajo ahora forma parte de las colecciones permanentes de casi 50 museos internacionales que incluyen:
- Instituto de Arte de Chicago
- El museo británico, Londres
- Museo Metropolitano de Arte, Nueva York
- Cooper-Hewitt, Museo Nacional del Diseño, Nueva York[15]
- Museo Nacional de Arte Africano, Washington D. C.[16]
- Museo de Arte de Toledo, Toledo, OH[17]

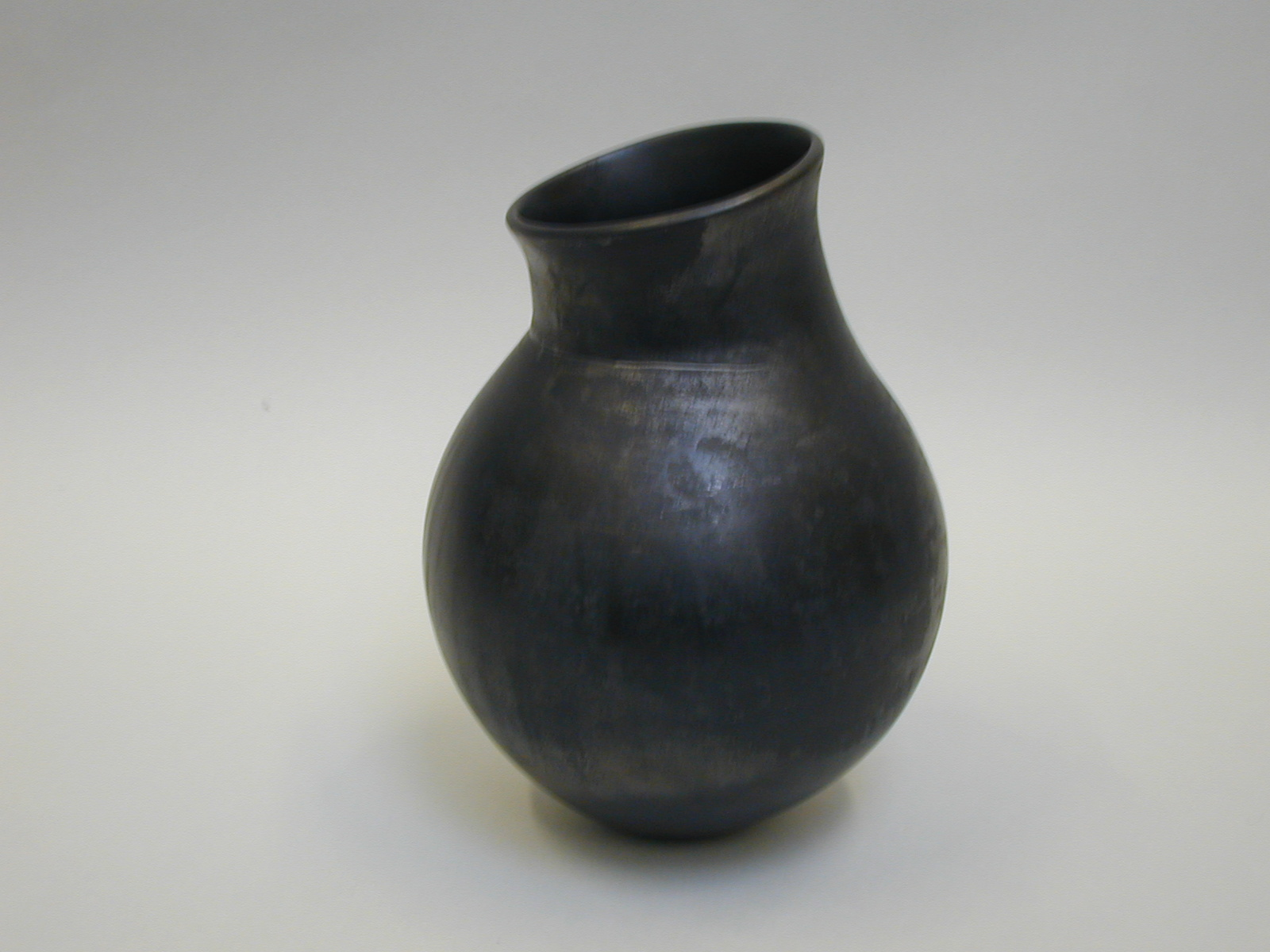
Jarra bruñida de Magdalene Odundo. De la colección de cerámica WA Ismay Studio en York Art Gallery.

- Museum für Kunst und Gewerbe Hamburg, Hamburgo
- El Hepworth Wakefield, Wakefield

En 2006, su trabajo se presentó en una exposición titulada "Resonancia e inspiración" en el Museo de Arte Samuel P. Harn de la Universidad de Florida . Esta fue su primera exposición individual en Estados Unidos desde 1997 y su primera aparición en solitario en Florida. En esta exposición por primera vez  sus dibujos y bocetos se presentaron junto a sus vasijas. Su estilo de dibujo de forma libre reproduce la misma forma que sus vasijas, lo que permite conocer cómo Odundo percibe sus obras tridimensionales en dos dimensiones.
En 2019 se celebró una gran exposición que mostró más de 50 de sus obras, junto a otros trabajos artísticos que Odundo relacionaba y consideraba influyentes en su trabajo; la exposición se tituló 'El viaje de las cosas'. La exposición se mostró primero en: The Hepworth Wakefield, West Yorkshire y luego en el Sainsbury Center for Visual Arts, East Anglia.
En 2020 la pieza "Angled Mixed Coloured Piece” de 1988 batió el récord de cotización en la subasta de Maak Contemporary Ceramics especializada en cerámica pagándose por ella 200.000 euros.

## Reconocimientos y honores
Odundo recibió el premio African Art Recognition Award del Detroit Institute of Arts en 2008 y el premio African Heritage Outstanding Achievement in the Arts en 2012, junto con doctorados honorarios de la Universidad de Florida (2014) y la Universidad de las Artes de Londres (2016). Ha sido nombrada Oficial de la Orden del Imperio Británico (OBE) por sus servicios al arte en los Honores de Cumpleaños de 2008  y Dama Comandante de la Orden del Imperio Británico (DBE) en los Honores de Año Nuevo de 2020 por sus servicios al arte y educación artística. 
Odundo ha sido reconocida como una artista importante en la cerámica contemporánea, lo que la convirtió en una gran contribuyente al arte africano en los EE. UU. Durante la década de 1990. El curador de arte Augustus Casely-Hayford señaló sobre su obra "[Ella se basa] en algo de la sabiduría y la experiencia de Leach, o en una línea tomada de la antigüedad europea, para crear un sistema visual trans-global y trans-temporal propio; moderno, pero a la vez viejo, africano pero decididamente europeo. . . " 
En 2017 se anunció que Odundo asumiría el cargo de rectora de la Universidad de Artes Creativas a partir de junio de 2018.
Odundo, quien en 2008 fue nombrada Oficial de la Orden del Imperio Británico (OBE) por servicios al Arte, fue nombrada Dama (DBE) en los Honores de Año Nuevo 2020 de la Reina por su contribución a las artes y a la educación.